# Тихоновка (Крым)
Ти́хоновка (до 1948 года Боз Тата́рский; укр. Тихонівка, крымскотат. Boz, Боз) — село в Первомайском районе Республики Крым, входит в состав Кормовского сельского поселения (согласно административно-территориальному делению Украины — Кормовского сельского совета Автономной Республики Крым).

## Население
| 2001 | 2014 |
| ---- | ---- |
| 376  | ↘201 |

Всеукраинская перепись 2001 года показала следующее распределение по носителям языка
| Язык             | Процент |
| ---------------- | ------- |
| русский          | 51.06   |
| крымскотатарский | 27.93   |
| украинский       | 19.15   |
| белорусский      | 1.33    |

### Динамика численности
| - 1806 год — 73 чел. - 1864 год — 9 чел. - 1889 год — 106 чел. - 1892 год — 18 чел. - 1900 год — 153 чел. - 1915 год — 126/17 чел. | - 1926 год — 136 чел. - 1939 год — 129 чел. - 1989 год — 398 чел. - 2001 год — 376 чел. - 2009 год — 245 чел. - 2014 год — 201 чел. |

## Современное состояние
На 2016 год в Тихоновке числится 8 улиц; на 2009 год, по данным сельсовета, село занимало площадь 80 гектара, на которой в 120 дворах проживало 245 человек. Действует сельский клуб, фельдшерско-акушерский пункт

## География
Тихоновка — село на крайнем юго-западе района, в степном Крыму, у границы с Раздольненским районом, высота центра села над уровнем моря — 59 м. Ближайшие населённые пункты — Кормовое в 3 км на восток, а также Северное в 3,5 км на юг и Зимино в 3 км на запад — оба Раздольненского района. Расстояние до райцентра около 51 километра (по шоссе), ближайшая железнодорожная станция — Евпатория — примерно 41 километр.

## История
Первое документальное упоминание села встречается в Камеральном Описании Крыма… 1784 года, судя по которому, в последний период Крымского ханства Бос входил в Каракуртский кадылык Бахчисарайского каймаканства. После присоединения Крыма к России (8) 19 апреля 1783 года, (8) 19 февраля 1784 года, именным указом Екатерины II сенату, на территории бывшего Крымского ханства была образована Таврическая область и деревня была приписана к Евпаторийскому уезду. После павловских реформ, с 1796 по 1802 год входила в Акмечетский уезд Новороссийской губернии. По новому административному делению, после создания 8 (20) октября 1802 года Таврической губернии, Боз был включён в состав Хоротокиятской волости Евпаторийского уезда.
По Ведомости о волостях и селениях, в Евпаторийском уезде с показанием числа дворов и душ… от 19 апреля 1806 года в деревне Боз числилось 7 дворов, 57 крымских татар и 16 цыгана. На военно-топографической карте генерал-майора Мухина 1817 года деревня Боз обозначена с 7 дворами. После реформы волостного деления 1829 года деревню, согласно «Ведомости о казённых волостях Таврической губернии 1829 года» отнесли к Аксакал-Меркитской волости (переименованной из Хоротокиятской). На карте 1836 года в деревне 9 дворов, а на карте 1842 года Боз обозначен условным знаком «малая деревня», то есть, менее 5 дворов.
В 1860-х годах, после земской реформы Александра II, деревню приписали к Чотайской волости. В «Списке населённых мест Таврической губернии по сведениям 1864 года», составленном по результатам VIII ревизии 1864 года, Боз — владельческая деревня, с 2 дворами, 9 жителями и мечетью при колодцах. По обследованиям профессора А. Н. Козловского 1867 года, глубина колодцев в деревне составляла 25—40 саженей (52—85 м), вода в которых была горькая или солёная и «кроме неё другой воды нет». На трехверстовой карте Шуберта 1865—1876 года в деревне Боз обозначено 2 двора. В «Памятной книге Таврической губернии 1889 года», по результатам Х ревизии 1887 года, в деревне Боз числилось 24 двора и 106 жителей (вероятно, вместе с соседней Боз-Джайчи).
Согласно «…Памятной книжке Таврической губернии на 1892 год», в деревне Боз, входившей в Нурельдинский участок, было 18 жителей в 3 домохозяйствах.
Земская реформа 1890-х годов в Евпаторийском уезде прошла после 1892 года, в результате Боз приписали к Агайской волости.
По «…Памятной книжке Таврической губернии на 1900 год» в деревне числилось 153 жителя в 19 дворах. По Статистическому справочнику Таврической губернии. Ч.II-я. Статистический очерк, выпуск пятый Евпаторийский уезд, 1915 год, в деревне Боз Агайской волости Евпаторийского уезда числилось 26 дворов с татарским населением в количестве 126 человек приписных жителей и 17 — «посторонних», из которых 74 мужчины и 81 женщина. Жители владели 1216 десятинами удобной земли (1 двор с землёй, 25 — безземельные). В хозяйствах имелось 138 лошадей, 8 волов,31 корова и 1000 голов мелкого скота.
После установления в Крыму Советской власти, по постановлению Крымревкома от 8 января 1921 года № 206 «Об изменении административных границ» была упразднена волостная система и село вошло в состав Евпаторийского района Евпаторийского уезда, а в 1922 году уезды получили название округов. 11 октября 1923 года, согласно постановлению ВЦИК, в административное деление Крымской АССР были внесены изменения, в результате которых округа были отменены и произошло укрупнение районов — территорию округа включили в Евпаторийский район. Согласно Списку населённых пунктов Крымской АССР по Всесоюзной переписи 17 декабря 1926 года, в селе Боз (татарский), Тогайлынского сельсовета (в котором село состоит всю дальнейшую историю) Евпаторийского района, числился 31 двор, из них 28 крестьянских, население составляло 136 человек, из них 128 татар, 7 украинцев, 1 русский, действовала татарская школа. Постановлением ВЦИК РСФСР от 30 октября 1930 года был создан Фрайдорфский еврейский национальный район (переименованный указом Президиума Верховного Совета РСФСР № 621/6 от 14 декабря 1944 года в Новосёловский) (по другим данным 15 сентября 1931 года) и Боз татарский включили в его состав. По данным всесоюзной переписи населения 1939 года в селе проживало 129 человек.
В 1944 году, после освобождения Крыма от нацистов, согласно Постановлению ГКО № 5859 от 11 мая 1944 года, 18 мая крымские татары были депортированы в Среднюю Азию. С 25 июня 1946 года Боз в составе Крымской области РСФСР. Указом Президиума Верховного Совета РСФСР от 18 мая 1948 года, Боз татарский переименовали в Тихоновку. 25 июля 1953 года Новоселовский район был упразднен и село включили в состав Первомайского. 26 апреля 1954 года Крымская область была передана из состава РСФСР в состав УССР. Указом Президиума Верховного Совета УССР «Об укрупнении сельских районов Крымской области», от 30 декабря 1962 года село присоединили к Евпаторийскому району. 11 февраля 1963 года Евпаторийский район был упразднён и село включили в состав Сакского. 1 января 1965 года, указом Президиума ВС УССР «О внесении изменений в административное районирование УССР — по Крымской области», передали в состав Раздольненского района. 8 декабря 1966 года был восстановлен Первомайский район и село вернули в его состав. По данным переписи 1989 года в селе проживало 398 человек. С 12 февраля 1991 года село в восстановленной Крымской АССР, 26 февраля 1992 года переименованной в Автономную Республику Крым. С 21 марта 2014 года в составе Крыма аннексирована Россией.